# Annie Silinga
Annie Silinga, née en 1910, morte en 1984, est une militante anti-apartheid sud-africaine. Elle est connue pour son rôle de présidente de la Ligue des femmes de l'ANC pour la province du Cap, comme chef de file des militants anti-passeports intérieurs, et de la marche des femmes à Pretoria. 

## Biographie
Annie Silinga naît en 1910 à Nqqamakwe dans le district de Butterworth au Transkei (intégré aujourd'hui dans la province de Cap-Oriental). Elle grandit dans le Transkei au cours d'une période de relative prospérité pour l'exploitation agricole des terres et l'élevage, qui  peut encore paître librement. Cependant, l'accroissement de la population conduit à l'érosion des sols et au surpâturage. En 1937, les conditions se sont tellement détériorées qu'elle se décide à quitter sa région natale. 
En 1937, âgée de 27 ans, elle déménage au Cap où son mari Matthew a obtenu un emploi. Dans la Ville du Cap, pour la première fois, Silinga, son mari et leurs cinq enfants peuvent vivre ensemble comme une famille. Lors de son précédent emploi dans les mines de Johannesburg, l'hébergement n'était pas fourni pour les familles des mineurs et de la réglementation interdisait aux femmes de rester sur de longues périodes. Après la seconde Guerre Mondiale, Silinga et son mari déménagent à Langa.
À Langa, après la seconde Guerre Mondiale, elle commence à assister aux réunions sur les moyens d'améliorer les conditions de la communauté. En 1948, âgée de 38 ans, elle rejoint l'association de vigilance de Langa, pour  améliorer les conditions de vie et protéger les résidents contre les lois de l'apartheid, émergeant progressivement. 
En 1952, elle rejoint le Congrès National Africain (ANC). Peu après son arrivée à l'ANC, elle prend part à la lutte anti-laissez-passer, un dispositif cherchant à restreindre la liberté de circulation, et le mouvement de 1952 appelé encore Campagne de la défiance. Elle est arrêtée et effectue une courte peine de prison pour désobéissance civile,.
En 1953, Silinga, alors membre de la Ligue des femmes de l'ANC (ANCWL), fait partie du groupe qui organise la première réunion de la Fédération des femmes sud-africaines (FEDSAW), qui comprend des syndicalistes, des enseignantes et des infirmières, et est organisée sur une base inter-raciale. Le groupe est animé par Ray Alexander Simons. Lors de la première conférence, tenue à Johannesbourg en avril 1954, elle est élue membre du Comité Exécutif National. C'est à cette réunion qu'une charte des femmes est rédigée. En 1954, lors d'une autre réunion de la FEDSAW au Cap, elle déclare: “je ne pourrai jamais porter de laissez-passer. Je vais seulement en porter un semblable à Mme (Susan) Strijdom [la femme du premier ministre Johannes Strijdom]. Elle est une femme, et je le suis. Il n'y a pas de différence.”. Elle est bannie du Transkei en 1956. Elle y retourne illégalement pour retrouver ses enfants et son mari à Langa. En 1957, elle fait appel de son cas, avec succès.
Le 9 août 1956, elle participe à l'animation d'une manifestation de 20 000 femmes organisée par la FEDSAW, qui défilent devant les bureaux du premier ministre à Pretoria pour protester contre la délivrance de laissez-passer. Elle est arrêtée avec d'autres dirigeantes de la FEDSAW, notamment Lilian Ngoyi et Helen Joseph, ainsi qu'avec des leaders de l'ANC, notamment Oliver Tambo et Nelson Mandela. Ils sont accusés de trahison. La phase initiale de ce procès (dit procès de la trahison) dure jusqu'en décembre 1957, mais les poursuites sont abandonnées contre une soixantaine de personnes arrêtées. Elle est de celles qui ont été libérées. En 1958, elle est élue présidente de la Ligue des femmes de l'ANC pour la province du Cap. 
En 1960, des émeutes contre la loi imposant des  laissez-passer éclatent à Langa et Sharpeville. L'état d'urgence est décrété et elle fait partie, à nouveau, des personnes arrêtées. L'ANC est également interdit en tant qu'organisation politique. À son retour de prison, elle est impliquée dans la formation du Women’s Front, et anime également l'United Democratic Front en 1983. 
Après avoir vécu toute sa vie à Langa, elle y meurt en 1984. Même si elle est enterrée dans la fosse commune, l'artiste Sue Williamson, à la demande de sa famille, lui crée une tombe au cimetière de la ville. Elle porte son cri de combat : « je ne pourrai jamais porter de laissez-passer ».

## Héritage
Elle est considérée comme l'une des cheffes de la lutte contre l'apartheid en Afrique du Sud. Une rue de Philippi a été baptisée à son nom.